# Gigantura chuni
Gigantura chuni – gatunek ryby głębinowej z rodziny Giganturidae, jeden z dwóch przedstawicieli tej rodziny. Gatunek batypelagiczny, spotykany w Oceanie Alantyckim, Pacyfiku i Oceanie Indyjskim. Osiąga maksymalnie 15,6 cm długości. Ryba wykorzystuje duże - w porównaniu do ciała - oczy, aby wykrywać cień ofiar płynących ponad nią. 